# جاسینتو سیتی (تگزاس)
جاسینتو سیتی، تگزاس (به انگلیسی: Jacinto City, Texas) یک شهر در ایالات متحده آمریکا با جمعیت ۱۰٬۵۵۳ نفر است که در تگزاس واقع شده‌است.

## نگارخانه

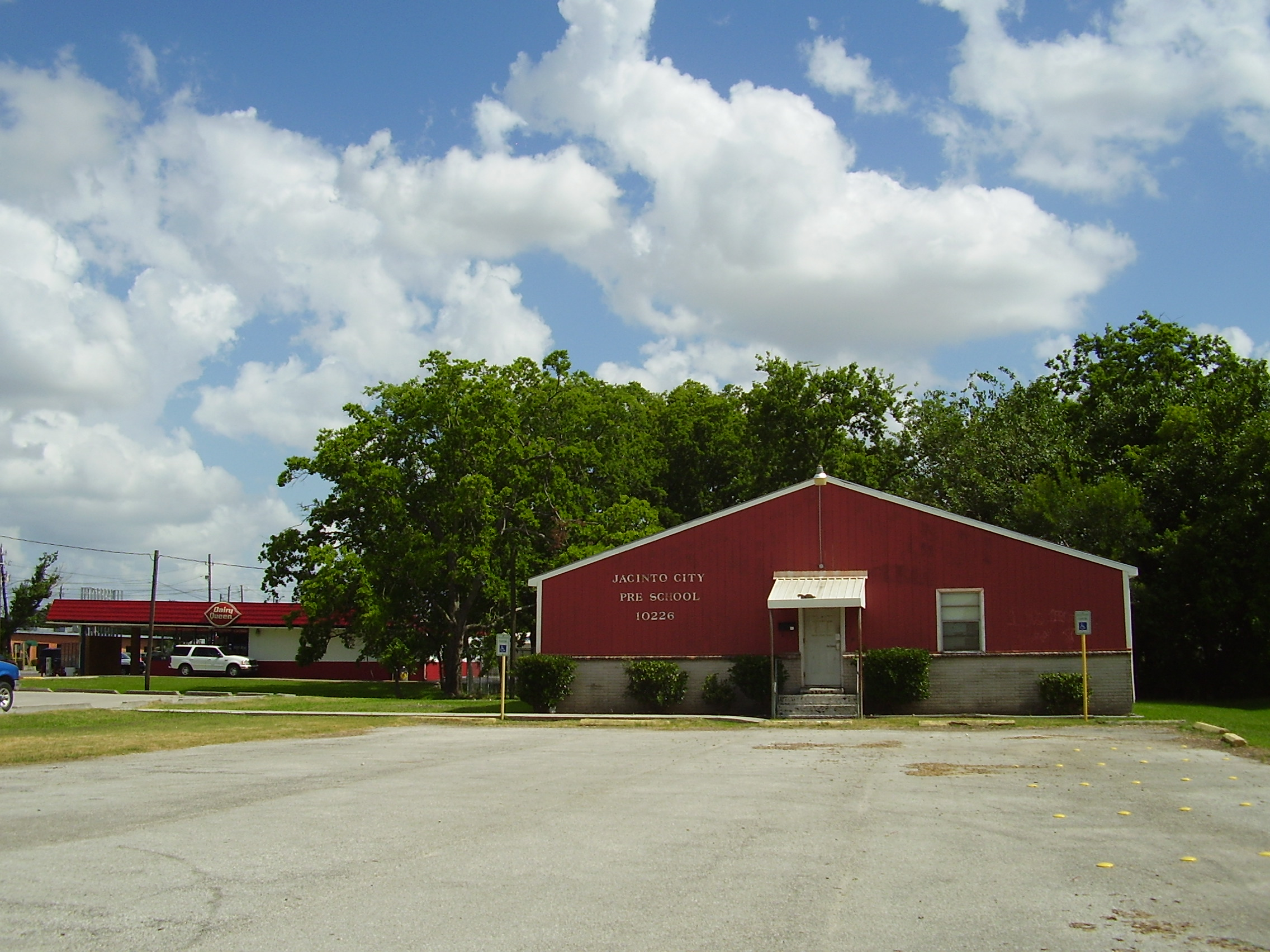